# The Ritz-Carlton

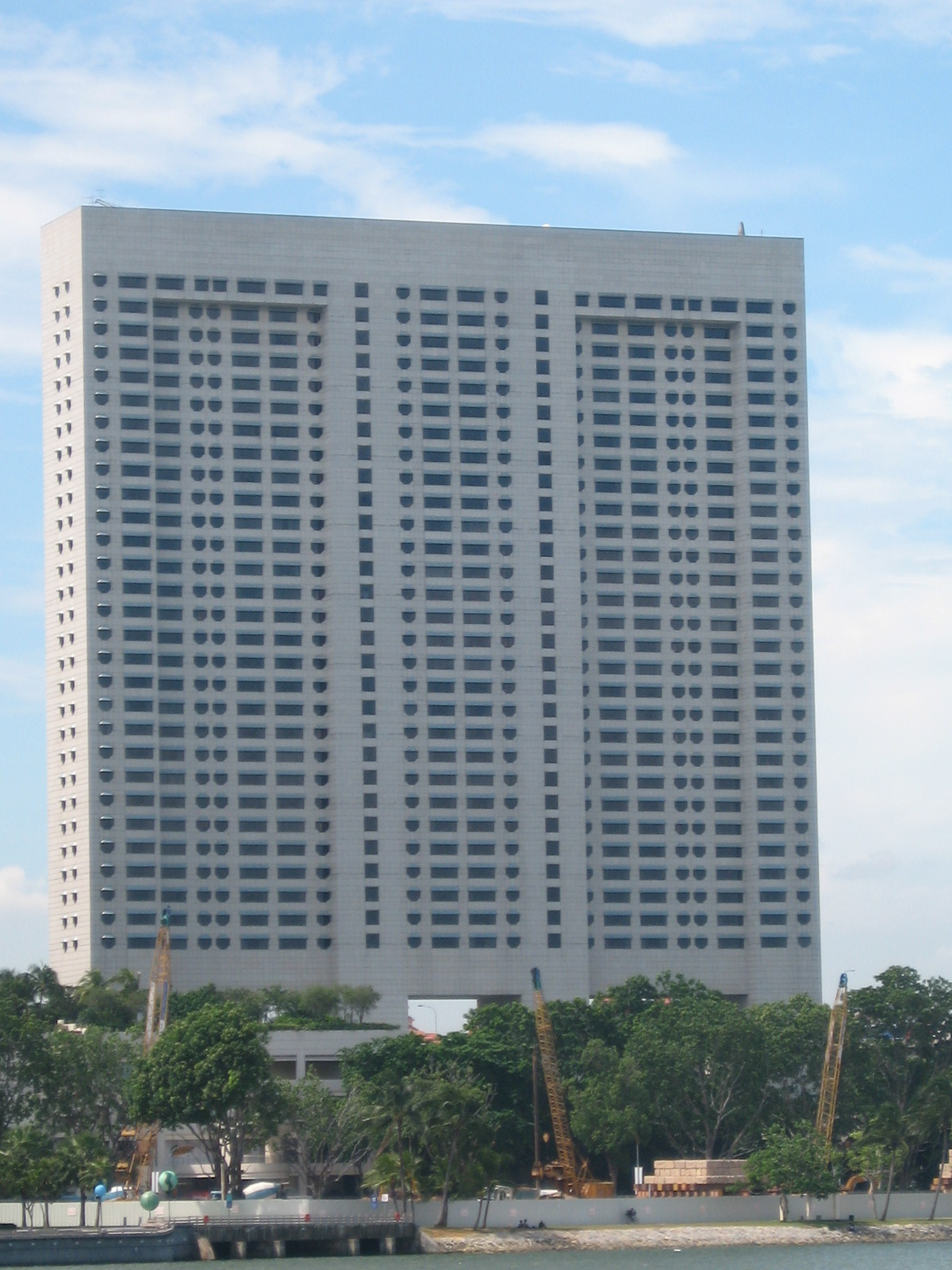
Ritz-Carlton Millenia in Singapore.

The Ritz-Carlton is een groep luxueuze hotels en resorts met 61 vestigingen in 21 landen. De keten is eigendom van The Ritz-Carlton Hotel Company, LLC, dat onderdeel is van Marriott International.
Verder heeft de maatschappij marketing overeenkomsten met Bulgari Hotels & Resorts en twee hotels in privébezit, het Ritz Hotel Londen en Hotel Ritz Madrid.